# Strandsennep (art)
Strandsennep (Cakile maritima) er en 15-30 cm høj urt, der vokser på sandstrande med tang.

## Beskrivelse
Strandsennep er en enårig, urteagtig plante med en krybende til opstigende vækst. Stænglerne er glatte og runde i tværsnit. Bladene er sukkulente og enten fjersnitdelte eller hele og lancetformede. Over- og underside er ensartede, dvs. lyst grågrønne.
Blomstringen sker i juli-september, hvor man finder blomsterne samlet i små, endestillede klaser. De enkelte blomster er regelmæssige og 4-tallige med lysviolette (sjældnere rosenrøde) kronblade. Frugten er en ledskulpe med mange frø.
Rodnettet er kraftigt og vidt udbredt. Højde x bredde og årlig tilvækst: 0,25 x 0,75 (25 x 75 cm/år).

## Voksested
Arten er udbredt langs kysterne fra Nordafrika over Mellemøsten og Kaukasus til Europa, herunder også Danmark. Den er knyttet til lysåbne strandvolde med et højt indhold af nedbrudt tang.
På strandene omkring Omø i Storebælt findes arten sammen med andre pionerplanter, bl.a. sodaurt, strandkål, strandbede, strandmælde og strandarve

## Naturlige fjender
Hare og rådyr æder planten, mens Kålsommerfuglens larve lever af bladene.

## Underarter
- C. maritima subsp. baltica (baltisk strandsennep), som findes ved de indre farvande, har fjersnitdelte blade og nedadrettede udvækster på frugterne.
- C. maritima subsp. maritima (almindelig strandsennep), som findes ved Vesterhavet og Skagerrak, har lancetformede blade og udadrettede udvækster på frugterne.

|                              |
| Strandsenneps frugter og frø |

|          |
| Blomster |

| Portal | Portal:Botanik |

## Note
1. ↑  Anonym: Omøs strande Arkiveret 19. marts 2011 hos  Wayback Machine – efter Sten Asbirk (red.): En naturhistorisk undersøgelse af Omø i Danske naturlokaliteter, nr. 5, 1972